# Podkomisja do ponownego zbadania katastrofy smoleńskiej
Podkomisja do ponownego zbadania katastrofy smoleńskiej – ciało w randze podkomisji powołane 4 lutego 2016 roku przez ministra Obrony Narodowej Antoniego Macierewicza do badania okoliczności katastrofy w Smoleńsku, utworzone przy Komisji Badania Wypadków Lotniczych Lotnictwa Państwowego. Pierwszym przewodniczącym został Wacław Berczyński. W roku 2018 został opublikowany tzw. raport techniczny. 30 listopada 2020 roku podkomisja oficjalnie zakończyła prace. W kwietniu roku 2022 podkomisja opublikowała tzw. cząstkowy raport z jej prac, stwierdzając, że smoleńska katastrofa była zamachem dokonanym przez Rosję. Podkomisja została zlikwidowana 15 grudnia 2023 roku przez Ministra Obrony Narodowej Władysława Kosiniak-Kamysza.

## Podstawy działania
Podkomisja działała na podstawie rozporządzenia Ministra Obrony Narodowej z 4 lutego 2016 roku zmieniającego rozporządzenie w sprawie organizacji oraz działania Komisji Badania Wypadków Lotniczych Lotnictwa Państwowego. Pierwsza siedziba podkomisji znajdowała się przy ulicy Klonowej w budynku MON, w roku 2018 została przeniesiona na ulicę Kolską 13, do budynku Instytutu Technicznego Wojsk Lotniczych.
Przed objęciem władzy przez Zjednoczoną Prawicę Antoni Macierewicz kierował parlamentarnym zespołem do sprawy katastrofy samolotu Tu-154M pod Smoleńskiem. Z tego stanowiska ustąpił w roku 2018 i został przewodniczącym podkomisji. Powołane ciało nie mogło nosić nazwy komisji, gdyż ta wymagałaby w swym składzie osób mających kwalifikacje do badania wypadków lotniczych.

## Skład

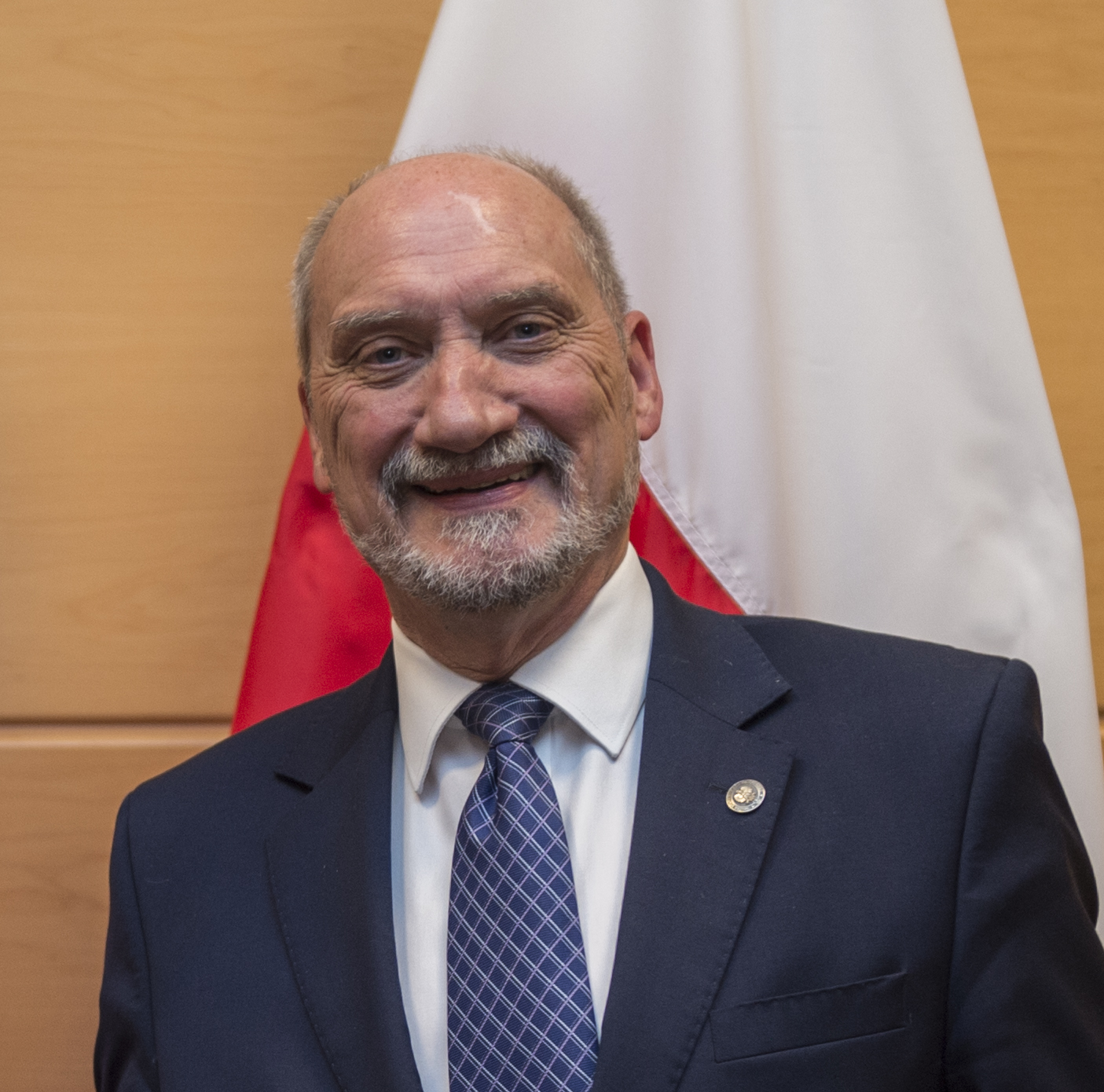
Antoni Macierewicz

W roku 2022 podkomisja liczyła 18 członków, z czego 10 pracowało w niej od samego początku. Pierwszy skład podkomisji był jawny, stanowili ją: Wacław Berczyński (przewodniczący), Wiesław Binienda, Janusz Bujnowski, Wiesław Chrzanowski, Szczepan Cierniak, Marek Dąbrowski, Bogdan Gajewski (sekretarz), Zdzisław Gosiewski, Kazimierz Grono, Ewa Anna Gruszczyńska-Ziółkowska, Marcin Gugulski, Jacek Kołota, Beata Majczyna, Bogdan Nienałtowski, Kazimierz Nowaczyk (zastępca przewodniczącego), Jan Obrębski, Grzegorz Szuladziński, Janusz Więckowski, Krystyna Zieniuk i Andrzej Ziółkowski.
Zmiany w obsadzie podkomisji nie były ogłaszane, a od roku 2018 nie były publikowane na stronie internetowej podkomisji. Obsadę próbował ustalić m.in. senator KO Krzysztof Brejza, ale od sekretarza podkomisji Marty Palonek otrzymał tylko listę członków prezydium i brak odpowiedzi na prośbę o kompletny skład podkomisji. Dalsza obsada podkomisji podawana w prasie opiera się wyłącznie na spekulacjach mediów.
W kwietniu 2017 roku z udziału w podkomisji zrezygnował Wacław Berczyński, zastąpiony przez Kazimiera Nowaczyka. Berczyński zrezygnował wskutek tzw. afery Caracali, gdy przyznał się, że to on spowodował zrezygnowanie z zakupu francuskich helikopterów. W tym samym roku z podkomisji odszedł Frank Taylor, brytyjski badacz wypadków lotniczych, który odmówił podania powodów rezygnacji. Odeszli również Wiesław Chrzanowski, Marek Dąbrowski i Kazimierz Grono, którzy w oświadczeniu podali, że nie zgadzają się z treściami podanymi w materiałach. Miesiąc później opublikowali „List otwarty do rodzin smoleńskich” z krytyką działań podkomisji, stwierdzając: Niestety, zarówno raport końcowy, jak i film – załącznik do niego, w wielu kluczowych miejscach zawierają przekaz daleko wykraczający poza dostępny materiał dowodowy, i cechują się zbyt dowolną interpretacją tegoż materiału, aby mogły być traktowane jako rzetelne dokumenty wagi państwowej.

## Raporty podkomisji

### Raport techniczny

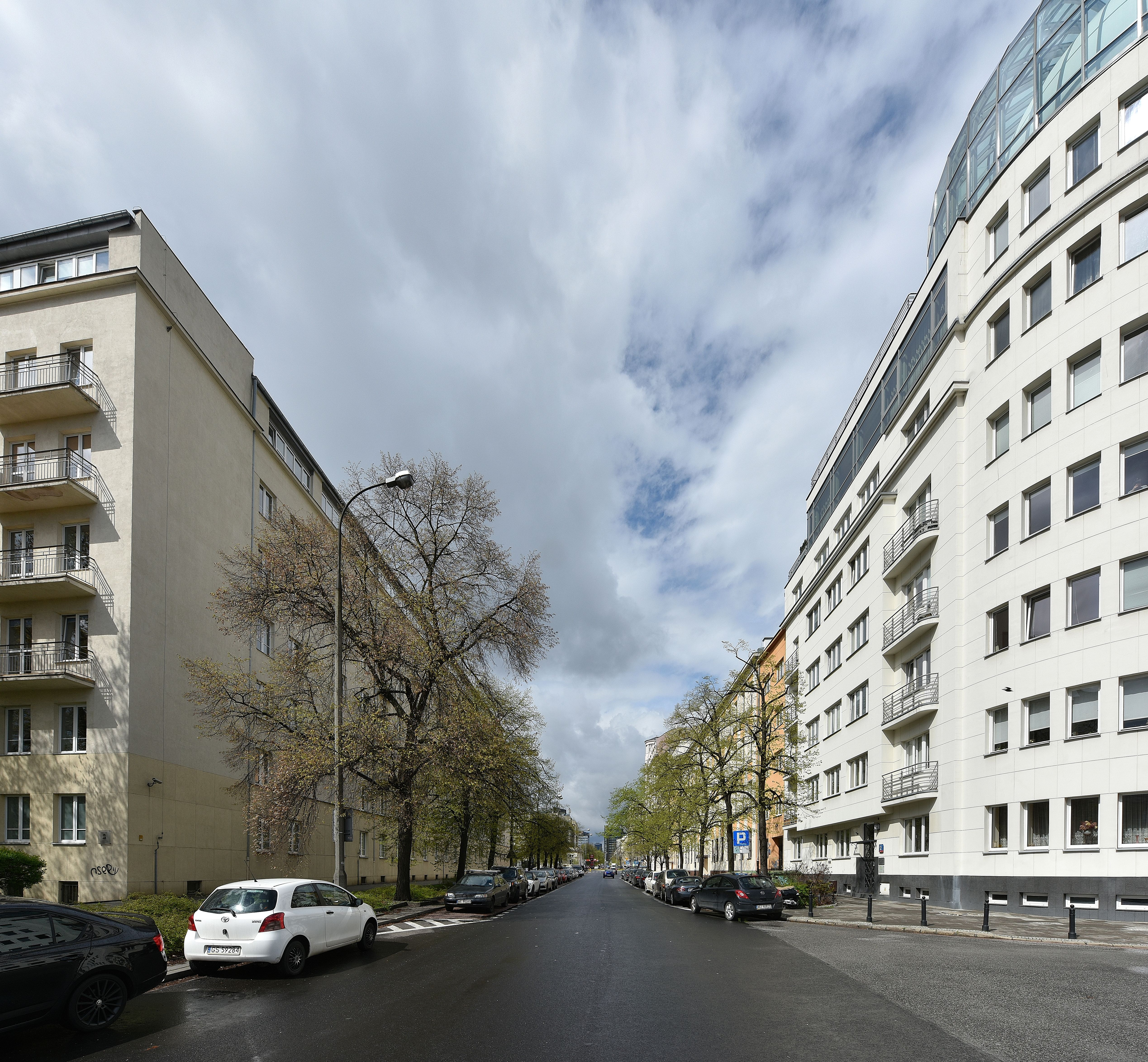
Ulica Klonowa w Warszawie – pierwsza siedziba podkomisji

11 kwietnia 2018 roku Podkomisja KBWLLP zaprezentowała Raport Techniczny stwierdzający wg niej wiele nieprawidłowości, które złożyły się na katastrofę. Należały do nich; nie poddany kontroli, przez polskich kontrolerów i służby specjalne, remont samolotu w zakładach w Samarze w Rosji, sposób przygotowania oficjalnej delegacji rządowej do Katynia, świadome i fałszywe naprowadzanie samolotu przez rosyjskich kontrolerów lotu oraz eksplozje materiału wybuchowego umieszczone w elementach samolotu, które ostatecznie zniszczyły samolot. We wstępie raportu podkomisja zwróciła uwagę na zasadnicze wg niej, błędy raportów; rosyjskiego Anodiny oraz raportu komisji Jerzego Millera z roku 2011 i unieważniła kwalifikację przyczyny katastrofy, jako błąd pilota (CFIT).
Według podkomisji główną przyczyną katastrofy był wybuch niszczący fragment lewej części centropłata, wraz z przednim dźwigarem i żebrami. Rozsadził on trzecią salonkę zabijając wszystkich jej pasażerów. Ich szczątki zostały rozrzucone na całej długości wrakowiska. Równocześnie fala detonacyjna wysadziła lewe drzwi pasażerskie, które wbiły się na metr w ziemię, a tysiące fragmentów kuchni zostały rozproszone na ⅛ obszaru katastrofy. Fala detonacyjna idąca w kierunku ogona rozerwała fragment kadłuba, a wywinięcie lewej i prawej burty wraz z dachem na zewnątrz konstrukcji wskazuje na to, że wybuch nastąpił od wewnątrz. Śladem przemieszczania się w kierunku ogona fali wybuchowej wyrwany został na zewnątrz, wzdłuż lewej burty, panel przypodłogowy.
Według Podkomisji, Raport Techniczny jest raportem cząstkowym i po anulowaniu przez podkomisję ustaleń Raportu Millera z 2011 roku brak jest oficjalnego stanowiska państwa polskiego w sprawie katastrofy smoleńskiej do czasu podania raportu końcowego Podkomisji KBWLLP.

### Raport „końcowy”
Podkomisja przedstawiła kolejny raport w kwietniu 2022, pod tytułem „Raport z badania zdarzenia lotniczego z udziałem samolotu Tu-154M nr 101 z dnia 10 kwietnia 2010 r.” Raport jest nazwany przez Antoniego Macierewicza „ostatecznym”, choć politycy Prawa i Sprawiedliwości nazywają go raportem cząstkowym. Podkomisja zakwestionowała w nim ustalenia komisji Millera. Według niej główną przyczyną katastrofy była ingerencja strony rosyjskiej, a dowodem na tę ingerencję miał być wybuch w lewym skrzydle samolotu w odległości 100 metrów przed minięciem brzozy. Raport zdejmował winę z załogi Tupolewa, stwierdzając, że załoga prawidłowo przygotowała samolot do lądowania i wykonała inne niezbędne czynności. Piloci mieli zostać poddani akcji dezinformacyjnej przez Rosjan, o czym świadczyć miała, jak podaje podkomisja m.in. zmiana lotniska zapasowego dokonana w ostatniej chwili oraz błędne informacje podawane przez kontrolerów lotniska w Smoleńsku o ścieżce podejścia samolotu, na oś pasa startowego. Podkomisja, powołując się na badania przeprowadzone w polskich, brytyjskich i amerykańskich laboratoriach, poinformowała o obecności śladów materiałów wybuchowych na szczątkach Tupolewa, a materiały wybuchowe umieszczone miały być w przedniej lub tylnej części skrzydła i w lewej części kesonu balastowego w centropłacie. Podkomisja nie ustaliła sposobu, w jaki materiały wybuchowe miały się znaleźć w samolocie; zapytany o to Antoni Macierewicz zasugerował, iż mogły być wprowadzone podczas remontu samolotu w Rosji. Rzecznik Rządu w grudniu 2022 oświadczył, że raport podkomisji Macierewicza został przyjęty jako oficjalne stanowisko ówczesnego rządu.

## Likwidacja
Decyzją ministra obrony Władysława Kosiniak-Kamysza 15 grudnia 2023 roku podkomisja została zlikwidowana, a jej przewodniczący Antoni Macierewicz został zobowiązany do zakończenia prac podkomisji, a także przekazania materiałów z jej prac, w tym również niejawnych, do Komisji Badania Wypadków Lotniczych Lotnictwa Państwowego. Wiceminister MON Cezary Tomczyk stwierdził, że to jest koniec kłamstw w imieniu państwa polskiego. To koniec wydatkowania setek milionów złotych na działalność, która nie ma nic wspólnego z wyjaśnianiem przyczyn katastrofy, ale wiele ma wspólnego z polityką. Z decyzją nie zgodził się Antoni Macierewicz, stwierdzając, że likwidacja jest bezprawna i że żaden urzędnik polski nie może unieważnić działania podkomisji jako organu niezależnego. Postępowanie MON nazwał czystym bezprawiem i zapowiedział dalsze działanie podkomisji, twierdząc, że zgodnie z prawem podkomisji nie można zlikwidować do momentu zakończenia jej prac, czyli sierpnia 2024 roku.

## Kontrowersje
Jednym z eksperymentów podkomisji miało być przywiązanie do trabanta brzozy, a następnie miano z nią jeździć po lotnisku. Z eksperymentu ostatecznie zrezygnowano ze względu na koszty. Sprawę tę poruszył poseł Michał Kamiński na posiedzeniu Sejmu 24 maja 2017 roku.
W marcu 2021 roku poseł Grzegorz Rusiecki złożył interpelację poselską nr 21718, w której pytał o raport z prac podkomisji, a także o koszt funkcjonowania tego ciała, skład osobowy, kwalifikacje i wynagrodzenia członków podkomisji.
W raporcie podkomisji smoleńskiej opublikowano drastyczne zdjęcia ofiar katastrofy pod Smoleńskiem. Częścią raportu były „Informacje o ciałach ze śladami wysokiej temperatury i oparzeń” ilustrowane zdjęciami ofiar. Strona internetowa z raportem została zablokowana wkrótce po publikacjach prasowych. Macierewicz przeprosił za niedopuszczalny błąd publikacji tych zdjęć wywołujących ból i traumatyczne przeżycia. Wicemarszałek Sejmu Małgorzata Kidawa-Błońska stwierdziła w wywiadzie radiowym, że zdjęcia nie zostały opublikowane przypadkowo.
Według opublikowanego przez Wojciecha Czuchnowskiego we wrześniu 2022 roku na łamach „Gazety Wyborczej” artykułu, podkomisja prezentując swój raport potraktowała wybiórczo i zmanipulowała ustalenia raportu instytutu NIAR, prezentowanego jako kluczowy dowód, podczas gdy w rzeczywistości symulacje tego raportu potwierdzają zderzenia samolotu z drzewami i urwanie końcówki skrzydła na skutek zderzenia z brzozą, a nie wybuchu, jak zaprezentowała podkomisja. W audycji TVN24 wypowiadali się eksperci, biorący udział w pracach podkomisji, twierdzący, że niewygodne dowody w raporcie zostały przemilczane albo zinterpretowane niezgodnie z treścią.
Były szef Państwowej Komisji Badania Wypadków Lotniczych Maciej Lasek skrytykował w grudniu 2022 roku raport mówiąc, że po ponad 6 latach, wydaniu 30 milionów publicznych środków, zniszczeniu drugiego Tupolewa, wartego około 70 milionów złotych, Antoni Macierewicz opublikował pseudoraport (...) z którym nie zgadza się nawet część członków podkomisji.
Telewizyjna stacja TVN24 wyemitowała 12 września 2022 roku reportaż Piotra Świerczka Siła kłamstwa, w którym dowodziła, że Antoni Macierewicz ukrywał dowody i dokumenty, które nie potwierdzały tezy o zamachu i wybuchu. Podkomisja dysponowała przy tym materiałami i raportami, które wskazują na to, iż w Smoleńsku miała miejsce katastrofa, a także wykluczają zamach jako przyczynę tragedii. Jednym z nich był raport amerykańskiego instytutu NIAR, który wykonano za 8 milionów złotych. W raporcie Macierewicza ukryto wszystkie badania przeprowadzone przez NIAR, cytując jedynie fragmenty z załączników. Przewodniczący Krajowej Rady Radiofonii i Telewizji Maciej Świrski wszczął 30 grudnia 2022 postępowanie, które miało doprowadzić do ukarania stacji za wyemitowanie tego materiału, argumentując, iż był on „niezgodny z polską racją stanu”, łamiąc tym samym artykuł 18 ust. 1 i 3 ustawy o radiofonii i telewizji. Świrski rozpoczął postępowanie na wniosek przewodniczącego podkomisji Antoniego Macierewicza.

## Następstwa
W styczniu 2024 roku w Ministerstwie Obrony Narodowej powołano specjalny zespół, który dokonał ustaleń dotyczących legalności, zasadności, gospodarności i rzetelności pracy „podkomisji smoleńskiej”, a 24 października 2024 zaprezentowano raport i zaanonsowano złożenie 41 zawiadomień do prokuratury, po rozpoznaniu których prokuratorzy z Zespołu Śledczego w Prokuraturze Krajowej wszczęli 5 śledztw dotyczących zaistniałych w latach 2016-2023 nieprawidłowości w funkcjonowaniu Podkomisji.